# Mangangá
Mangangá, właśc. Agostinho Sampaio de Sá (ur. 8 stycznia 1897 w Rio de Janeiro, zm. 28 kwietnia 1960 tamże) – brazylijski piłkarz wodny, olimpijczyk.
Brał udział w igrzyskach olimpijskich w 1920 (Antwerpia), na których wystąpił w piłce wodnej. W dwóch meczach piłki wodnej, w których Brazylia brała udział (z Francją i ze Szwecją), Mangangá grał jednak gola nie zdobył. Wraz z drużyną zajął 4. miejsce.